# Saint-Mars-Vieux-Maisons
Saint-Mars-Vieux-Maisons ist eine französische Gemeinde im Département Seine-et-Marne in der Île-de-France. Sie gehört zum Kanton Coulommiers im Arrondissement Provins. Sie grenzt im Norden an La Ferté-Gaucher, Saint-Martin-des-Champs und Lescherolles, im Osten und Süden an Cerneux, im Südwesten an Courtacon sowie im Westen an Leudon-en-Brie und Chartronges.

## Bevölkerungsentwicklung
| Jahr      | 1962 | 1968 | 1975 | 1982 | 1990 | 1999 | 2008 | 2018 |
| --------- | ---- | ---- | ---- | ---- | ---- | ---- | ---- | ---- |
| Einwohner | 240  | 226  | 155  | 164  | 175  | 188  | 283  | 274  |

## Sehenswürdigkeiten
- Kirche Sainte-Colombe in Vieux-Maisons
- Kirche Saint-Médard in Saint-Mars

Siehe auch: Liste der Monuments historiques in Saint-Mars-Vieux-Maisons

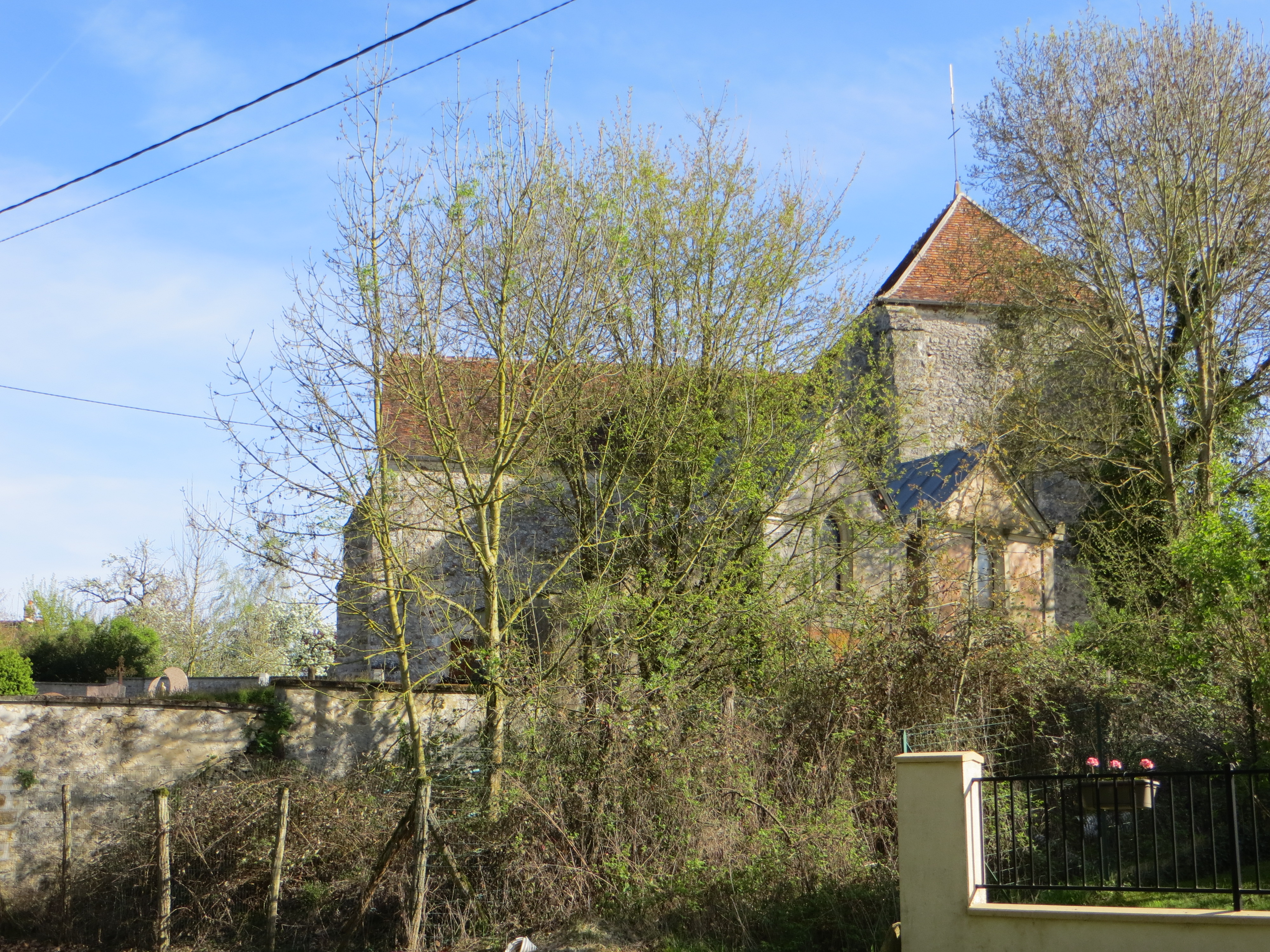
Kirche Sainte-Colombe
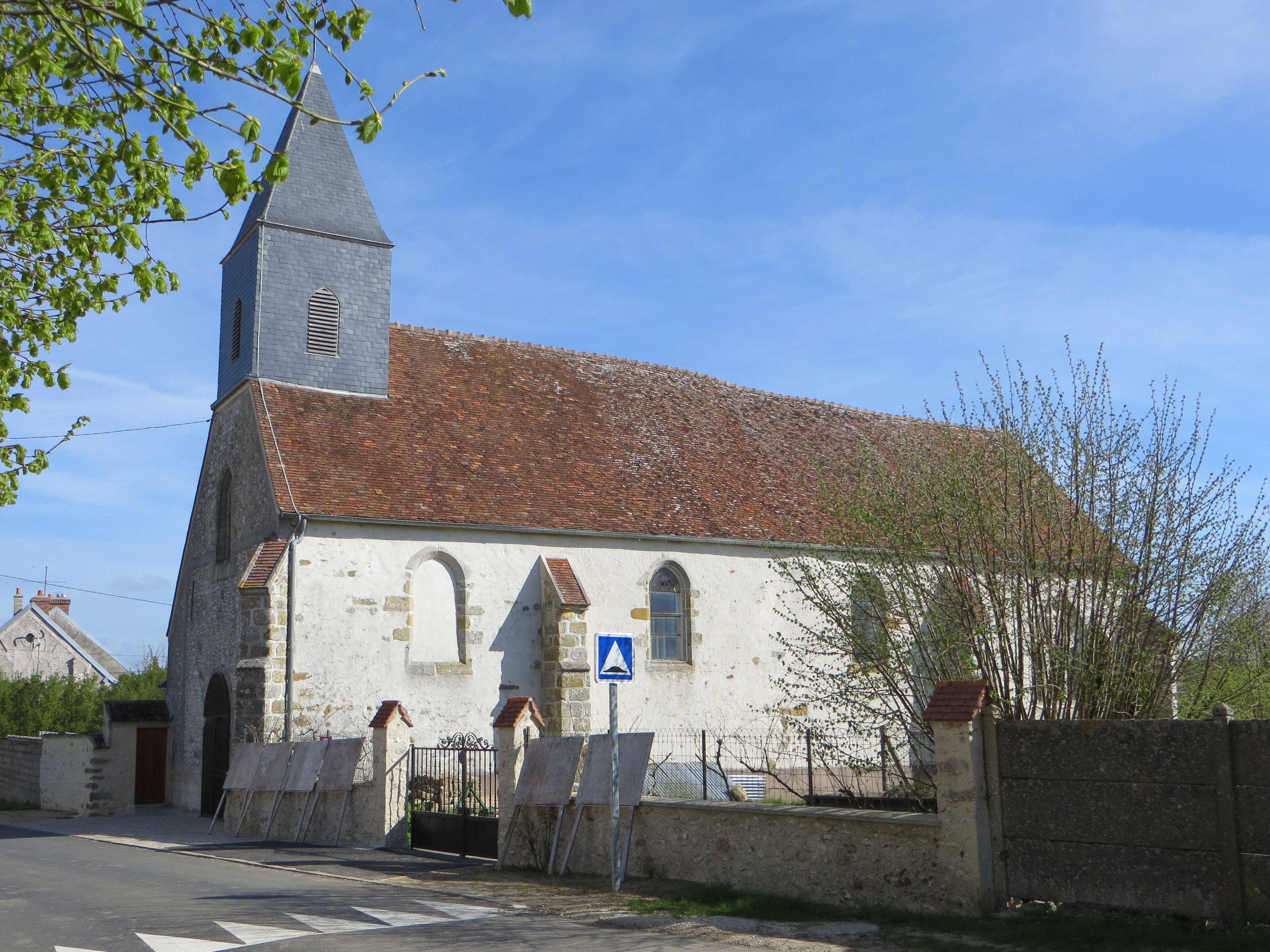
Kirche Saint-Médard